# Wohltorf
Wohltorf település Németországban, Schleswig-Holstein tartományban. Lakosainak száma 2577 fő (2023. december 31.).

## Fekvése

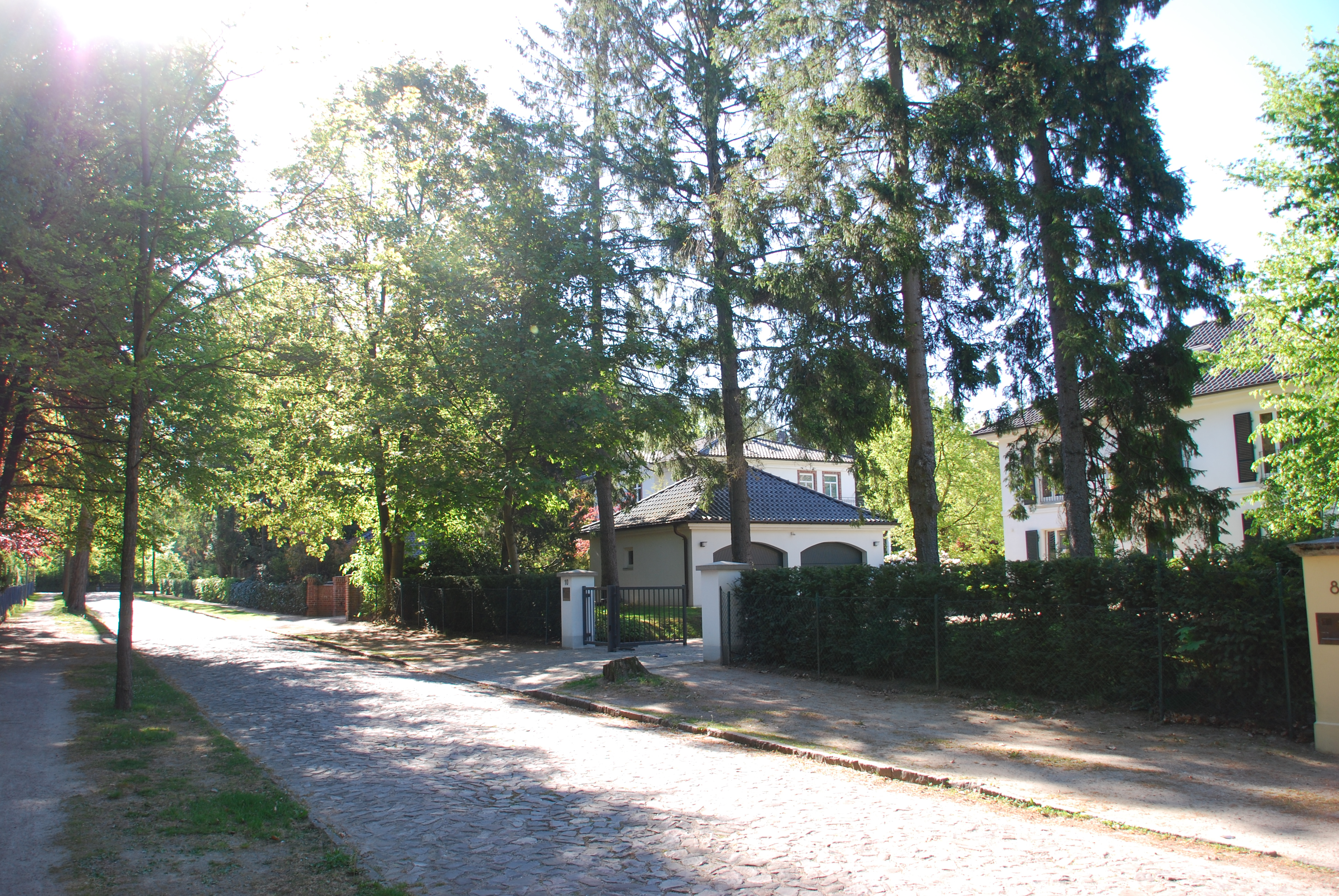
Nyugodt utcakép 2011-ből

## Története
2009. augusztusában, 75 éves korában Wohltorfban hunyt el Felicitas von Preussen hercegnő, II. Vilmos, az utolsó német császár dédunokája.

## Népesség
A település népességének változása:
| Lakosok száma | 2436 | 2421 | 2414 | 2531 | 2580 | 2577 |
|               | 1975 | 2017 | 2019 | 2021 | 2022 | 2023 |